# Ахваз
Ахваз (перс. اهواز) је град Ирану у покрајини Хузестан. Према попису из 2006. у граду је живело 985.614 становника.

## Становништво
Према попису, у граду је 2006. живело 985.614 становника.
| 1986.   | 1991.   | 1996.   | 2006.   |
| ------- | ------- | ------- | ------- |
| 579.826 | 724.653 | 804.980 | 985.614 |